# Садовников, Пётр Семёнович
Пётр Семёнович Садовников (1796—1877) — русский архитектор, академик архитектуры Императорской Академии художеств.
Брат художника Василия Семёновича Садовникова (1800—1879).

## Биография
Родился в крестьянской семье в 1796 году. Вместе с братом Василием до 1830 года состоял в крепостной зависимости у княгини Н. П. Голицыной. Учился сначала у А. Н. Воронихина, потом у А. А. Михайлова в Императорской Академии художеств, академиком которой был избран в 1849 году. В 1857—1873 годах служил архитектором Конюшенного ведомства Российской империи.
Умер в Санкт-Петербурге 8 (20) марта 1877 года от порока сердца. Похоронен на Волковском православном кладбище.
Среди основных построек в Петербурге: доходный дом (Невский пр., 19, 1830-е), дача Е. П. Салтыковой (ныне в черте Петербурга, Академика Крылова, 4, 1837—1847), особняки П. К. Ферзена на Английской набережной (1838), А. М. Щербатовой на Литейном (1845), здание архива и типографии с квартирами для служащих III отделения Собственной Е.И.В. канцелярии (1851—1858), здание Придворного конюшенного ведомства (Шведский пер., 2, 1860—1861). Проектировал здания также для Новгородской, Калужской и Смоленской губерний, в Казани, пригородах Петербурга.

### Творчество
Как и другие мастера эклектики, Садовников часто прибегал к стилизации архитектуры предыдущих эпох.
Наиболее известное его произведение — здание Конюшенного музея на одноимённой площади Петербурга, решённое в стиле «елизаветинского барокко» и отличающееся богатой пластикой фасада.
Перестраивал также столичные имения Голицыной, её дочери Софьи Строгановой и внучки Елизаветы Салтыковой — Строгановский дворец, усадьбу Марьино, дом на Большой Морской, 51. В ложноготическом стиле построил по заказу последней дачу на Чёрной речке, а для А. Ф. Орлова — дворец в Стрельне (не сохранился). Автор проекта «Дома П. Абрамова» — выявленного объекта культурного наследия, построенного в 1844 году.
Известные работы П. С. Садовникова в Санкт-Петербурге и его окрестностях}}:
- Дом Строгановых (перестройка). Невский пр., 19 (1830-е)[6]
- Усадьба А. Ф. Орлова. Дворец. Стрельна. Санкт-Петербургское шоссе, 78 (1834—1835)[7]
- Усадьба А. Ф. Орлова. «Готические» ворота. Стрельна. Санкт-Петербургское шоссе, 78 (1835—1846)[8]
- Усадьба А. Ф. Орлова. Башня-руина с земляным пандусом. «Готический» колодец. Стрельна. Фронтовая ул., 2 (1835—1846)[9]
- Усадьба А. Ф. Орлова. Конный двор. Конюшня (Западная). Стрельна. Фронтовая ул., 2А (1840—1859)[10]
- Усадьба А. Ф. Орлова. Конный двор. Конюшня (Восточная). Стрельна. Фронтовая ул., 2В (1840—1859)[11]
- Усадьба А. Ф. Орлова. Конный двор. Оранжерея (Центральный павильон). Стрельна. Фронтовая ул., 2Ж (1840—1859)[12]
- Усадьба А. Ф. Орлова. Конный двор. Оранжерея (Восточный павильон). Стрельна. Фронтовая ул., 2И (1840—1859)[13]
- Дача Е. П. Салтыковой[14]. Академика Крылова ул., 4 (1837—1847)[15]
- Особняк П. К. Ферзена (перестройка). Английская наб., 48 — Галерная ул., 49 (1838)[16]
- Дом С. В. Строганова. Невский пр., 23 (1838—1839)[17]
- Сооружения служб особняка Е. П. Салтыковой. Ул. Савушкина, 2, 6, 8, 10 (1840-е)[18][19]
- Усадьба А. Ф. Орлова. Дом привратника. Стрельна. Санкт-Петербургское шоссе, 78А (1840-е)[20]
- Дворовые корпуса Строгановского дворца (перестройка и расширение). Невский пр., 17 — р. Мойки наб., 46 (1842)
- Доходный дом (надстройка). Грибоедова наб.к., 38 — Мучной пер., 1 (1842)[21]
- Дом Е. Ф. Гриценко — Дом П. Абрамова. Пушкин. Красной Звезды ул., 10 (1844)[22]
- Дом Лазарева — Дом Г. В. Клеве. Пушкин. Красной Звезды ул., 17 — Радищева ул., 9 (1844)[23]
- Особняк А. М. Щербатовой (перестройка). Литейный пр., 49 (1845)[24]
- Особняк Е. П. Салтыковой[14]. Б. Морская ул., 51 (1845—1848)
- Здания архива и типографии с квартирами для служащих III отделения Собственной ЕИВ канцелярии. Пестеля ул., 9 (1851, 1858)[25]
- Комплекс зданий Министерства внутренних дел. Писарский флигель с типографией. Пестеля ул., 9В1 (1858—1859)[26]
- Комплекс зданий Министерства внутренних дел. Архив. Пестеля ул., 9А (1858—1859)[27]
- Здание Конюшенного музея. Конюшенная пл., 2Г (1857—1860)[28]
- Дом Придворного конюшенного ведомства. Шведский пер., 2 (1860—1861)

### Семья
Жена: Анна Яковлевна (17.01.1800—17.08.1881). Их дети:
- Константин (1824—1870)
- Владимир (1825—1868) — академик архитектуры.
- Ольга, в замужестве Соболевская (1827—1879)[29]
- Дмитрий (?—?) — архитектор.
- Николай (1830—1901) — архитектор.